# A Mucha Honra
A Mucha Honra é o décimo nono álbum de estúdio da cantora e atriz mexicana Thalía. Foi lançado dia 26 de abril de 2024 sob o selo da
Sony Music Latina.
O álbum é composto por 9 faixas e explora o gênero regional mexicano, contando com diversas colaborações de artistas como Ángela Aguilar, Grupo Firme e Estilo Sin Límite. Foi co-produzido por Thalía junto com Jimmy Humilde e Edgar Rodríguez. 
O título do álbum faz referência à sua canção "María la del Barrio", de 1995, que serviu de trilha sonora da novela homônima, estrelada por Thalía e Fernando Colunga.

## Antecedentes
Em 1997, Thalía lançou Amor a la Mexicana, sendo esta sua primeira música a incorporar uma mistura de regional mexicano com pop. Em entrevista à Billboard Español, a artista apontou essa música como um dos motivos que levaram à gravação deste álbum.
"Para mim, cantar sobre o México e cantar os estilos da nossa música tem sido uma constante na minha discografia. Se você for procurar músicas, vídeos e sucessos da Thalia que tenham uma sonoridade regional ou uma sonoridade mexicana, são muitas músicas, são muitos projetos, e o clássico de toda a minha carreira é Amor a la Mexicana", disse a artista.
Para este álbum foi gravada uma nova versão da música, que Thalía considerou uma das melhores das várias que já teve.
O álbum foi anunciado pela primeira vez na Billboard Latin Music Week 2023. Thalía esteve no 2° dia do evento em uma Premiere Party exclusiva e, durante a entrevista, revelou também o título de outras faixas do disco.
A arte da capa do novo disco foi revelada durante a participação da artista no programa matinal The Kelly Clarkson Show, no dia 15 de fevereiro de 2024.

## Singles e Promoção
Em 16 de setembro de 2023, Thalía se apresentou no Bryant Park, em Nova Iorque, onde cantou a música, até então inédita, Bebé, Perdón, que acabaria se 
tornando o primeiro single do álbum. A canção foi lançada dia 4 de outubro de 2023, em todas as plataformas digitais. Dirigido por Eduardo González, o videoclipe da faixa foi lançado no mesmo dia, no canal oficial da cantora no YouTube.
Choro foi lançado como segundo single, no dia 30 de novembro de 2023. A faixa conta com a participação do grupo Estilo Sin Limite.
Troca, parceria com Ángela Aguilar, foi lançada no dia 8 de março de 2024, em comemoração ao Dia Internacional da Mulher. O lançamento de Troca é acompanhado por um imaginativo videoclipe dirigido por Marlon Villar, transportando os espectadores para um metaverso cativante.
Em 25 de abril de 2024, Thalía se apresentou no Latin American Music Awards, onde estreou a música Te Va a Doler em sua versão Deorro Remix. Mais 
tarde, naquele mesmo dia, foi publicada a versão standard em colaboração com o Grupo Firme, cujo vídeo foi dirigido por Lalo the Giant e Abelardo Baez. O videoclipe
oficial da faixa foi lançado dia 24 de maio, no canal oficial da cantora no YouTube.
Singles Promocionais
Em 3 de maio de 2024, foi lançado o videoclipe oficial de CanCún.
O videoclipe da faixa Para Qué Celarme foi lançado dia 7 de junho de 2024.
Silencio deve seu videoclipe disponibilizado dia 21 de junho de 2024.

## Lista de faixas
A faixa Amor a la Mexicana trata-se de uma nova versão do grande sucesso da artista originalmente lançado em seu álbum homônimo (1997).
| A Mucha Honra  |                                   |                                                                                   |         |  |
| N.º            | Título                            | Compositores                                                                      | Duração |  |
| 1.             | "Bebé, Perdón"                    | Jimmy Humilde Thomas Alexander Leavitt                                            | 2:54    |  |
| 2.             | "Choro (com Estilo Sin Límite)"   | Thalía Dania Ivana Valenzuela Roman                                               | 2:16    |  |
| 3.             | "Te Va a Doler (com Grupo Firme)" | Johan Sebastián Bautista Betancourt                                               | 3:03    |  |
| 4.             | "Troca (com Ángela Aguilar)"      | Geovani Cabrera Miguel Armenta Roberto Laija "Tito Doble P" Roberto Zamudio Ramos | 2:27    |  |
| 5.             | "Para Qué Celarme"                | Roman                                                                             | 2:05    |  |
| 6.             | "Amor a la Mexicana"              | Mario Pupparo                                                                     | 3:05    |  |
| 7.             | "Silencio"                        | Rodríguez                                                                         | 2:32    |  |
| 8.             | "CanCún"                          | Rodríguez                                                                         | 2:42    |  |
| 9.             | "Te Va A Doler (Deorro Remix)"    | Betancourt                                                                        | 3:14    |  |
| Duração total: | Duração total:                    | Duração total:                                                                    | 24:21   |  |